# Urocynchramus pylzowi
Urocynchramus pylzowi е вид птица от семейство Urocynchramidae, единствен представител на род Urocynchramus.

## Разпространение
Видът е разпространен в Китай.